# 大伴宮足
大伴 宮足（おおとも の みやたり）は、奈良時代の官人。姓は直。官位は外従五位下・豊島郡大領。

## 出自
大伴直は東国に広く分布するが、中央の名族でかつて連、後に宿禰の姓を持った大伴氏の血縁ではなく、大伴氏を通じて服属し、大伴部を支配した歴史を持つ地方氏族と考えられる。

## 経歴
神亀元年（724年）外従八位上の大伴宮足ら12人が、陸奥国鎮所に私穀を献じたことを理由に外従五位下に叙せられた。これと別に、平城宮出土の木簡に「豊嶋郡大領大伴直宮足書」と記されたものが見つかった。その頃の陸奥では多賀城の設置など支配体制の改変・強化が進められ、鎮所には蝦夷に対峙するための兵力が集められていた。宮足ら12人が献じた私穀は、その兵糧にあてられたものである。12人の官職は記されないが、位階は一人の无位を除きみな外位の七位か八位であり、大領と判明した宮足と同じく郡司級の地方豪族と推測できる。
豊島郡は武蔵国と摂津国にある。宮足の木簡は式部省関連の木簡と共に出土しており、式部省の所管である叙位の手続きに関連して作られたものかもしれない。その場合、『続日本紀』で記された外従五位下への昇叙と直接関係する木簡という可能性もある。